# UEFA欧州女子選手権1995
UEFA欧州女子選手権1995（英: UEFA Women's Euro 1995）は、1995年3月26日にドイツで決勝戦が開催された第6回目のUEFA欧州女子選手権（女子ユーロ）である。ドイツがスウェーデンを破って優勝した。

## 開催方式
予選では、29チームが8グループ（それぞれ3ないし4チーム）に分けられ、各グループの1位が準々決勝に進む。準々決勝と準決勝は2レグ制のノックアウトラウンドである。決勝は1試合制で行われ、勝利チームが優勝となる。

## 予選
※この大会は第2回FIFA女子ワールドカップのヨーロッパ予選も兼ねた。

## 結果

### 準決勝
第1戦
| 1994年12月11日 |

| イングランド   | 1 - 4 | ドイツ                                                       |
| ファーリー 7分 |       | モール 32分, 80分 · ブロッカー 64分 · ヴィークマン 87分 (PK) |

| （ ワトフォード） 観客数: 800人 |

| 1995年2月26日 |

| ノルウェー                                            | 4 - 3 | スウェーデン                                    |
| アーロネス 44分, 64分 · サンベルグ 60分 · ワーゲ 89分 |       | カルテ 15分 · アンデレン 55分 · ヨハンソン 61分 |

| （ クリスチャンサン） 観客数: 2,098人 |

第2戦
| 1995年2月23日 |

| ドイツ                                   | 2 - 1 | イングランド   |
| （ウォーラー） 34分 (OG) · プリンツ 79分 |       | ファーリー 1分 |

| （ ボーフム） 観客数: 7,000人 |

合計スコア6-2でドイツが勝利
| 1995年3月5日 |

| スウェーデン                                  | 4 - 1 | ノルウェー    |
| カルテ 53分 · ヴィーデクッル 59分, 61分, 76分 |       | メダレン 28分 |

| （ ヨンショーピング） 観客数: 2,147人 |

合計スコア7-5でスウェーデンが勝利

### 決勝
| 1995年3月26日 |

| ドイツ                                              | 3 - 2 | スウェーデン                       |
| マイナート 33分 · プリンツ 64分 · ヴィークマン 85分 |       | アンデション 6分 · アンデレン 89分 |

| フリッツ・ヴァルター・シュタディオン（カイザースラウテルン） |

## 優勝国
| UEFA欧州女子選手権1995優勝国 |
| ---------------------------- |
| · ドイツ · 2大会ぶり3回目    |